# 球団旗
球団旗（きゅうだんき）とは、スポーツチームにおいてシンボルになる旗のことである。
競技によっては、「チームフラッグ」と呼ばれることもある。
親会社の社旗のデザインが流用されたり、社章がデザインされることがある。

## 日本プロ野球

### 日本野球機構
- 現行：白地に「!（縦棒部分にバット、点の部分にボールをデザイン）」、その横に「NPB」。

### セントラル・リーグ

#### 連盟旗
- 発足当初（1950年） - 日本野球連盟時代の連盟旗を流用。
- 1950年 - 1961年：白地に緑文字で「CBL」。
- 1961年 - ：緑地に、左側に赤い「C」と白い「L」の組み合わせ。

#### 読売ジャイアンツ
- 大日本東京野球倶楽部→東京巨人軍
  - 1935年 - 1940年：えんじ色地に白文字で「G」。
  - 1940年 - 1944年：戦時中に軍部より英語禁止令が出たため、「G」の部分を巨人の「巨」に変更。
- 東京巨人軍→読売ジャイアンツ
  - 1946年 - 1949年：白地にえんじ色の文字で「G」。
  - 1950年 - 1959年：えんじ色地に白文字で中央に「G」、左に「讀」、右に「賣」。
  - 1960年 -：えんじ色地に白文字。左上に「読売」、中央に大きく「G」。

#### 東京ヤクルトスワローズ
- 国鉄スワローズ
  - 1950年 - 1952年：紺色地に白で「つばめ号」のヘッドマークに使われていた「つばめマーク」。
    - つばめマークの横に黄色の文字で「国鉄」と書かれていたものも存在。

  - 1953年 - 1954年：つばめマークの翼が両翼のものから片翼のものに変更。
    - つばめマークが白のものと黄色のものが存在。

  - 1955年 - 1965年：つばめマークの上に「K」のマークを付けたものに変更。
- サンケイスワローズ
  - 1965年：当時の親会社、産経新聞社の社旗（橙色地。中央に横の白地ライン、ライン部分に水色で「サンケイ」の文字）をアレンジしたものを使用。橙色地に白のライン。白の部分には水色の文字で「サンケイ」、右下に白文字でスワローズの略称である「S」。
- サンケイアトムズ
  - 1966年 - 1969年：橙色地に白のライン。白の部分には水色の文字で「atoms」。
- ヤクルトアトムズ
  - 1970年 - 1973年：ヤクルト本社の社色である赤・白・緑をモチーフに。白の斜線に上が青緑、下が濃いピンク。白の斜線に「鉄腕アトム」、その下に濃いピンクで「Yakult」。
- ヤクルトスワローズ
  - 1974年 - 1993年：「ヤクルトアトムズ」時代のデザインから「鉄腕アトム」を削除したもの。
  - 1994年 - 2005年：白の斜線が反対になり上が青、下が赤。白の斜線に赤のストライプ、赤字で「Yakult」、その下に青字で「Swallows」。
- 東京ヤクルトスワローズ
  - 2006年 - ：白の斜線から赤のストライプが消滅、左上の青い部分に赤字で「Tokyo」のロゴが追加。

#### 横浜DeNAベイスターズ
- 大洋ホエールズ（1950年）→大洋松竹ロビンス
  - 1950年 - 1953年：白地に大洋漁業の社章「まるはマーク」。
- 洋松ロビンス
  - 1954年：紫地に赤字で大洋漁業のまるはマークと松竹の社章を合体。
    - 上半分がまるはマーク、下半分が松竹の社章。
- 大洋ホエールズ（1955年）
  - 1955年 - 1963年：合併前のデザインに大洋の社名が入る。まるはマークを挟む形で、左に「大」、右に「洋」。
  - 1964年 - 1977年：漢字をアルファベットに変更。左に「TAIYO」、右に「WHALES」。
    - 初期には「KAWA」「SAKI」（川崎）という文字が入るバージョンも存在した。
- 横浜大洋ホエールズ
  - 1978年 - 1992年：紺色地に白で「W」、その下に「YOKOHAMA TAIYO」。
- 横浜ベイスターズ
  - 1993年 - 2011年：中央に「YOKOHAMA BayStars」ロゴ、その下に小さく「REACH FOR THE STARS」。ホーム用は白地に青文字、ビジター用は青地に白文字。文字の後ろには☆のグラデーション。
- 横浜DeNAベイスターズ
  - 2012年 - ：上下に青・青緑色のツートンカラーのライン、白地に青の横ストライプ、青いリボンが巻き付いた星形（☆の中央に「BAYSTARS」、巻きついたリボンの上に「DeNA」、下に「YOKOHAMA」）のプライマリーマークを使用。
    - 2019年のみ、球団創設70周年記念のプライマリーマーク（星の上部に金文字の「70th」、リボンは下部のみで「Since 1949 SHIMONOSEKI」）を使用した。

#### 中日ドラゴンズ
- 名古屋軍
  - 1936年：白地にえび茶色の円が入っており、その中に白抜きで鯱鋒で「N」の字をあしらい「B」と「L」の字を入れたマークが描かれている。
  - 1937年 - 1940年：えび茶色地に先述のNBLマークが入ったもの（「L」の字が省かれたマークのものも使用）。
  - 1940年秋 - 1943年：紺色地に、ハーケンクロイツ風の「名」の字をあしらったマーク（赤に白縁取り）が入ったデザイン。
- 中部日本ドラゴンズ→中日ドラゴンズ（1948年）
  - 1947年 - 1948年：オレンジ地に、黒の中日新聞社社章（中日マーク）。
  - 1949年：白地に、左上に赤の中日マーク、右寄りに大きく西洋風のドラゴンの絵（黒基調）が入る。
  - 1950年：バックが山吹色になる。
- 名古屋ドラゴンズ
  - 1951年 - 1953年：上が白・下がえび茶色のセパレート型。上の左よりにドラゴンの顔をデフォルメした絵（黒）が、下に白く「DRAGONS」の文字が入る。
- 中日ドラゴンズ（1954年）
  - 1954年 - 1964年：1949年に使われたデザインからドラゴンの絵に代わり、えんじ色で筆記体の「Dragons」ロゴが入ったもの。
  - 1965年 - 1967年：中日新聞社社旗（上が赤・下が紺のセパレート型。赤の左寄り部分に中日マークが、紺の右寄り部分に「中日」の文字がそれぞれ白く入る）をアレンジしたものが使われる（ただし、上のスペースがやや狭く上のスペースがやや広くなっている）。真中に大きく「D」が入り、その左（赤色部分）に「中日」の文字が入る。
  - 1966年頃 - 1986年：赤・紺それぞれ5分5分のデザインとなる。上には大きく筆記体の「Dragons」ロゴ、下には大きく「中日」が入る。
  - 1988年 - ：前年から使っていた ロサンゼルス・ドジャース型ユニフォームの採用に伴い、「Dragons」ロゴがドジャースに忠実なデザイン（ヒゲも「g」にかかるほど長い）に変更。

#### 阪神タイガース
黒と黄色の横じま（上から、黒四本・黄色三本交互に構成）をバックに、左上に赤円に右向きの虎の似顔絵が入ったデザイン。
細部の変更はあるものの、大まかなデザインは「大阪タイガース」の創設当初からそのまま引き継がれている。現行の一番下の黄色ラインの右寄り部分に黒色で「HANSHIN Tigers」のロゴが入ったデザインは、1984年10月から使用。

#### 広島東洋カープ
- 広島カープ
  - 1950年 - 1955年：白地に12本の青ストライプと赤文字で「Carp」の文字。
  - 1956年 - 1957年：白地に3本の横青ストライプと青文字で大きな「C」の中に「Carp」のロゴ。
  - 1958年：紫地に白文字で「CARP」。「C」の部分に鯉のイラストが覆い被さるデザイン。
  - 1959年 - 1966年：白と紫を斜めで分け、前のデザインの鯉の部分をピンク色の「C」の文字で再現。
- 広島カープ→広島東洋カープ
  - 1967年 - ：紺色地に白文字で「H」。
    - 1973年に帽子のマークが「C」に、1975年に帽子が赤色に、1977年にユニフォームが赤をメインとしたものに変更されているが、球団旗は1967年当時のデザインのまま。

### パシフィック・リーグ

#### 連盟旗
水色地に、左側に白の「P」と野球ボールを組み合わせたマーク、右下に赤文字で「PBL」。
発足当初（1950年）より、細部を含め一度も変更されたことがない。現存する連盟・球団の中では阪神タイガースに次いで、細部を含むと最も古いデザインとなっている。

#### 北海道日本ハムファイターズ
- セネタース
  - 1945年 - 1946年：上から青・白・赤の横線。青の部分に白字でセネタースの頭文字「S」。
- 東急フライヤーズ（1947年）→急映フライヤーズ→東急フライヤーズ（1949年）
  - 1947年 - 1949年：上が赤・下が青のセパレート、右端に白の二等辺三角形。赤の部分に白字で「F」。
- 東急フライヤーズ（1949年）→東映フライヤーズ→日拓ホームフライヤーズ
  - 1950年 - 1973年：右端の白の二等辺三角形はそのままだが、セパレートの色を上下逆に（上が青・下が赤）。青の部分に白字で「F」。
- 日本ハムファイターズ
  - 1974年 - 1976年：橙色地に白のライン。白の部分には親会社・日本ハムのブランドマーク（社章）と「ニッポンハム」ロゴ。その下に「Fighters」ロゴ。
  - 1977年 - 2003年：大まかのデザインはそのままだが、「ニッポンハム」ロゴと「Fighters」ロゴを縮めたものに変更。
- 北海道日本ハムファイターズ
  - 2004年 - 2021年：白地にペットマークの七芒星。下の部分は黒地に「HOKKAIDO NIPPON-HAM FIGHTERS」。
  - 2022年 - ：北海道と野球場のダイヤモンドを想起させる菱形の中に「F」をあしらい、一塁に青地に白の七芒星。枠外下に青文字で上段に「HOKKAIDO NIPPON-HAM」、下段に「FIGHTERS」。

#### 東北楽天ゴールデンイーグルス
楽天株式会社のイメージカラーであり、イーグルスのチームカラーでもあるクリムゾン・レッド（えんじ色）を地色に、中央にチームロゴ（左右両端の文字は鷲の翼をイメージした「EAGLES」。その上に小さく「RAKUTEN」）。

#### 埼玉西武ライオンズ
- 西鉄クリッパース
  - 1950年：上が青・下が黄色のセパレート型。上に西鉄の社章。下に青字で「CLIPPERS」。
- 西鉄ライオンズ
  - 1951年 - 1972年：球団名変更に伴い「CLIPPERS」の部分を「LIONS」に変更。
- 太平洋クラブライオンズ
  - 1973年 - 1976年：上が青・下が赤のセパレート型、間に白の細い線。上には太平洋クラブの社章。下には白文字の筆記体で「LIONS」。
- クラウンライターライオンズ
  - 1977年 - 1978年：上が赤・下が青のセパレート型と上下反対に、中心の白線が太くなる。中心の白地に青文字で「CROWN LIGHTER」の文字。上に王冠と「C」を模したクラウンのマークが入った。白文字の筆記体で「LIONS」のロゴが大きくなる。
- 西武ライオンズ→埼玉西武ライオンズ
  - 1979年 - ：ライオンズブルーを地色。真中に手塚治虫デザインの「レオマーク」。上に白文字で「SEIBU」、下に白文字の筆記体で「Lions」。

#### 千葉ロッテマリーンズ
- 毎日オリオンズ→毎日大映オリオンズ→東京オリオンズ→ロッテオリオンズ
  - 1950年 - 1970年：上から赤・白・青のトリコロールカラー、左端に☆を三つ。中央の白の部分に黒字で「Orions」とロゴが染め抜かれている。
- ロッテオリオンズ
  - 1971年 - 1991年：おおまかなデザインはそのままだが、中央の「Orions」の上に赤文字で「LOTTE」のロゴが入る。
- 千葉ロッテマリーンズ
  - 1992年 - 1994年：白地にマリーンズのロゴ（MARINESが筆記体で描かれており、その下にCHIBA・LOTTEの文字）、そして下の部分は当時のユニフォームの基調の色にも採用された「サンライズピンク」と「カレントブルー」のツートンライン。「千葉沖の海流のぶつかり合い」をイメージ。
  - 1995年 - ：シルバーを地色に、上に黒文字で小さく「CHIBA LOTTE」、その下に大きく「Marines」ロゴ。右斜め上に球団のマスコットキャラクターにも使われているカモメを1羽。

#### オリックス・バファローズ
- 阪急軍→阪急ベアーズ
  - 1936年 - 1947年：藍色地に野球のグローブとボールを模したマーク。グローブの上の部分に「OSAKA」、下の部分に「NIPPON」、ボールの部分に「HANKYU」。
    - ちなみに、戦時中に英語禁止令が出たため、阪急に対しても球団旗のデザイン変更命令が出されたが、阪急側は「『OSAKA』『NIPPON』『HANKYU』はローマ字であって、英語ではない」と拒絶した。
- 阪急ブレーブス
  - 1947年 - 1988年：藍色地に黄色で勇者のマーク。その下に赤いリボン、それに白地で「HANKYU」。後に、勇者マークのデザインをシンプルにしたものにリニューアル。
- オリックス・ブレーブス
  - 1989年 - 1990年：左右セパレート型で、左は白地にオリックスの社章、右は藍色地に「Braves」。
- オリックス・ブルーウェーブ
  - 1991年 - 2005年：上下セパレート型に変更。上が白地にオリックスの社章、下が藍色地に「BlueWave」。
- オリックス・バファローズ
  - 2005年 - 2008年：球団名変更に伴い「BlueWave」の部分を「Buffaloes」に変更。
  - 2009年 - 2010年：白地に大きく「Bs」。その下に細い赤色のライン、小さく「ORIX Buffaloes」。
  - 2011年 - ：白地に上部に小さく「ORIX Buffaloes」、その下に大きく「Buffaloes」の新ロゴ（「Buffaloes」の「f」の文字が続くところで左右反転し牛の角を表現）。

#### 福岡ソフトバンクホークス
- 南海軍→近畿日本軍→グレートリング
  - 1938年 - 1947年：紺色地に当時の南海社章（通称：羽車）をアレンジした「ボールに羽が生えたマーク」を中心。
    - 黄色地のものも存在（「ボールに羽が生えたマーク」の下に紺色の「NANKAI」の文字）。
- 南海ホークス
  - 1947年 - 1948年：紺色地に中央に白の二等辺三角形をデザイン。アルファベットの「N」の上に南海社章。
  - 1949年：上のデザインを踏襲し二等辺三角の底辺を反対に。白地に緑の二等辺三角形、その上に黄色フチの鷹のシルエット（今竹七郎が制作）。
  - 1950年 - 1976年：2リーグ分裂を機に球団旗を変更。白地に緑の鷹のシルエット。
  - 1977年 - 1988年：上のデザインを踏襲。鷹のシルエットを少しリニューアル、その下の部分に赤地に白文字の筆記体で「Hawks」の文字が入る。
- 福岡ダイエーホークス
  - 1989年 - 2004年：エメラルド・グリーンを地色に中央に「ホーマーホーク」のイラスト。「ホーマーホーク」の上に黒字で「FUKUOKA」、「ホーマーホーク」の下にオレンジの文字で「Daiei」、その下に黒字で「Hawks」。
- 福岡ソフトバンクホークス
  - 2005年 - ：海援隊の旗印をモチーフに、親会社・ソフトバンクのイメージカラー、レボリューション・イエローの2本線。上の白い部分に「= Softbank」、下の白い部分に「HAWKS」。

### 消滅連盟・球団

#### 日本職業野球連盟→日本野球連盟
- 1936年 - 1939年：紺色地に複数の白い円、その上に縦書きの赤文字で「NPBL」。
- 1939年 - 1949年：紺色地に野球ボール、その上に左横書きの赤文字で「日本野球聯盟」。

#### 東京セネタース→翼軍
- 1935年 - 1939年：赤地に黒獅子、その下に白文字で「東京セネタース」。

#### 名古屋金鯱軍
- 1935年：紺色地に金のラインでしゃちほこ。その横に白文字で「NAGOYA」。
- 1936年 - 1940年：紺色地に大きく白文字で「N」。その上に金鯱。

#### 大洋軍→西鉄軍
- 1941年 - 1942年：白地に赤、「大」を模した丸マークの中に「洋」の文字を入れたマーク。
- 1943年：白地に赤、西鉄の社章。

#### 後楽園イーグルス→イーグルス→翼軍
- 1937年 - 1943年：紺色地に白の菱形、その中に黒の鷲。

#### 西日本パイレーツ
- 1950年：紺色地に白抜きで「N」

#### 太陽ロビンス→松竹ロビンス
- 1947年 - 1948年：赤地に白文字で「Robins」
- 1949年：赤地に青文字で「Robins」
- 1950年 - 1951年（オールスター前）：赤地に青文字で「Robins」。その上に松竹映画の社章。
- 1951年（オールスター後）～1953：白地に赤文字で「Robins」。その上に松竹映画の社章。

#### 高橋ユニオンズ（トンボユニオンズ）
- 1954年：赤地にTUマーク（Tが金色・Uが銀色）。
- 1955年：トンボユニオンズ時代のもの。白地にトンボ鉛筆の社章であるトンボのマーク。その下に黒のラインに白文字で「Unions」。
- 1956年：赤地にTUマーク（Tが金色・Uが銀色、TUマークが筆記体になる）。

#### 大映スターズ→大映ユニオンズ
- 1949年 - 1957年：紺色地に赤で大映の社章、中央にバット。
  - 後に地色が紺色→白→エメラルドグリーンに変更。

#### 大阪近鉄バファローズ
- 1949年：「近鉄パールス」時代のもの。藍色地にパール＝真珠を模した白丸をちりばめる。左上には、真珠貝を模した白丸の上に「KP」の組文字。
- 1950年 - 1958年：KPを真珠貝ではなく、円が囲む形となった。
- 1959年 - 1981年：球団ニックネームがバファローとなり、岡本太郎デザインの猛牛マークが登場。緑地に赤で猛牛マーク。
- 1982年 - 1996年：ユニフォームのカラーリングにあわせて、球団旗も赤・青・白のトリコロールとなる。赤地に白の猛牛マーク、その下に青地に白で「Buffaloes」。
- 1997年 - 2004年：本拠地の大阪ドーム移転を機に、球団旗もリニューアル。藍色と赤を波型で分け、中央に白の猛牛マーク、左上には赤字で「Buffaloes」。

#### 湘南シーレックス（横浜DeNAベイスターズの二軍）
- 2000年 – 2010年：白地に渦潮を模したグラデーション。中央に「SHONAN Searex」ロゴ。その下に1軍のベイスターズのものと同様に「REACH FOR THE STARS」のスローガンが入る。

#### サーパス神戸→サーパス（オリックス・バファローズの二軍）
- 2000年 - 2002年：ファームのチーム名を「サーパス神戸」とする。上が白、下が青緑のセパレート型。上は、白地に穴吹工務店の社章。下は青緑にサーパス神戸のロゴ。
- 2003年 - 2008年：穴吹工務店との契約が切れたため、球団旗を変更。上の穴吹工務店のロゴ部分を削除、下の部分の青緑にサーパス神戸のロゴを全面に。

#### インボイス→グッドウィル（埼玉西武ライオンズの二軍）
- 2005年 - 2006年：二軍の球団名がインボイスに変更され、白地にインボイスのマーク。
- 2007年：二軍の球団名がグッドウィルに変更され、白地にグッドウィルのマーク。

## サッカー（日本）

### 日本プロサッカーリーグ

#### 現存するクラブ

##### コンサドーレ札幌
- 左から黒・白いライン・水色・白・水色・白いライン・赤。中央にコンサドーレのエンブレム、その下にチームロゴ。

##### ベガルタ仙台
- 黄色を地色に青・赤で鷲の翼を表現、中央に鷲の顔をデザイン。左上にチームロゴ。

##### モンテディオ山形
- 青地に白。その上にチームロゴ。

##### 水戸ホーリーホック
- 青地に緑と黄色の竜のデザイン。その上にチームロゴ。右上にチームエンブレム。

##### 栃木サッカークラブ
- 黄色地に中央にチームエンブレム・チームロゴ。

##### ザスパ草津→ザスパクサツ群馬
- 青地に黄色い炎。その上にチームエンブレム・チームロゴ。

##### 鹿島アントラーズ
- 赤をベースに中央に黒いライン。真中にチームロゴ。また、両端には黒文字で「KASHIMA ANTLERS」、その下に小さく「FOOTBALL DREAM」と白文字で書いてある。

##### 浦和レッドダイヤモンズ
- 赤地に、上下に白・黒・白の細いライン。中央にチームエンブレム。

##### 大宮アルディージャ
- オレンジを地色に、上に紺色の細いラインが5本。ラインの上にチームエンブレム。その左下にチームロゴ。

##### 柏レイソル
- 黄色地に上に黒いライン。黒いラインの中央にチームエンブレム。その下にチームロゴ。

##### ジェフユナイテッド市原・千葉
- チームカラーのイエロー、グリーン、レッドでデザイン。上に赤・下に緑の三角。中央に黄色の斜め線。そこにジェフのチームロゴ。

##### 東京ヴェルディ1969
- 左から緑・白いライン・緑のライン・白・緑のライン・白いライン・緑。中央の白い部分にチームエンブレム。

##### FC東京
- 紺色地に左上にオレンジの三角と二本の斜めのライン。左上にエンブレム、右下に白文字でチームロゴ。

##### FC町田ゼルビア
- 左から青・水色・青。中央にチームエンブレム。

##### 横浜F・マリノス
- 白の斜線に上が青・下が赤、白の斜線の中央に赤・白・青の細いライン。中央にチームエンブレム。

##### 横浜FC
- 上から、水色・白・青のトリコロール。水色の部分の中央にチームエンブレム。白の部分に青字で「YOKOHAMA FC」[1]。

##### 川崎フロンターレ
- 水色と黒のセパレート型。中央にチームロゴ。

##### 湘南ベルマーレ
- ブルー・ライトグリーンで湘南の海を表現。右上にチームエンブレム。左下にチームロゴ。

##### ヴァンフォーレ甲府
- 青を地色に中央にチームエンブレム・チームロゴ。

##### アルビレックス新潟
- オレンジを地色、中央に白、その両隣に青いライン。中央の白いラインから生えた5本の細い横線で白鳥の翼を表現。中央にチームエンブレム・チームロゴ。

##### 松本山雅FC
- グリーンを地色に上下に白の細いライン。中央にチームエンブレム・チームロゴ。

##### FC岐阜
- 上から緑・白・緑のトリコロール。中央にチームエンブレム。下に白文字で「FC GIFU」。

##### カターレ富山
- 青を地色に、下にえんじと白の細いライン。中央にチームエンブレム。

##### ジュビロ磐田
- 水色地に白の十字。中央にエンブレム、その下にチームロゴ。

##### 清水エスパルス
- オレンジを地色に、やや上のところに白いライン、その上に水色の細い線。中央にチームエンブレム。

##### 名古屋グランパスエイト
- 赤が地色、オレンジの三角形、その中に赤の四角。中央にチームロゴ。

##### ガンバ大阪
- 左から青・白・青・白・青、それぞれの間に黒の細いライン。中央にチームエンブレム。

##### セレッソ大阪
- 桜色を地色に、上下に青のライン、その中に白い矢印。中央にチームエンブレム、その下に青文字でチームロゴ。

##### ヴィッセル神戸
- えんじ色をベースに中央にチームエンブレム、その下に黒文字で「KOBE 1998」。

##### 京都サンガF.C.
- パープルとホワイトのセパレート型、鳳凰のグラデーション。中央にチームエンブレム。

##### サンフレッチェ広島
- 紫を地色に、上にオレンジ、下にグリーン。中央にチームロゴ。

##### ガイナーレ鳥取
- 上から緑・白・青のトリコロール。中央にチームエンブレム。

##### ファジアーノ岡山
- ワインレッドを地色に中央にチームエンブレム。

##### 徳島ヴォルティス
- 藍色を地色に上下に緑と白のライン。中央にチームエンブレム。

##### 愛媛FC
- オレンジを地色に紺色のライン。中央にチームエンブレム。その下に白文字で「EHIME FC」

##### アビスパ福岡
- シルバーを地色、上に青、下に水色の二等辺三角形。中央にチームエンブレム・チームロゴ。

##### ギラヴァンツ北九州
- 左から黄色・青・黄色のトリコロール。中央にチームエンブレム・チームロゴ。

##### サガン鳥栖
- 白地に3色のライン（上からピンク・グリーン・ブルー）。ライン部分にエンブレム、その下の白い部分にチームロゴ。

##### ロアッソ熊本
- 赤を地色に上下に黒い横ライン。中央にチームエンブレム。

##### 大分トリニータ
- チームカラーであるブルーをベースにチームロゴのグラデーション。ロゴ・エンブレムを配置。

#### 消滅クラブ

##### 横浜フリューゲルス
- 初代：青地に中央に水色の円、その中央に白文字で「FC」、中央に白いライン、その中に「AS FLUGELS」。
- 2代目：上から、水色・白・青のトリコロール。水色の部分の中央にチームエンブレム（後に横浜FCが使用）。

### 日本フットボールリーグ

#### FC琉球
- ワインレッドを地色に中央にチームエンブレム、その下にチームロゴ。